# Essex megye (Vermont)
Essex megye az Amerikai Egyesült Államokban, azon belül Vermont államban található. Megyeszékhelye Guildhall, legnagyobb városa Brighton. Lakosainak száma 5920 fő (2020. április 1.). Essex megye Coös, Grafton, Caledonia, Orleans és Coaticook megyékkel határos.

## Népesség
A megye népességének változása:
| Lakosok száma | 6297 | 6321 | 6220 | 6211 | 6163 | 5920 |
|               | 2010 | 2011 | 2012 | 2013 | 2015 | 2020 |